# Parc Heping

Le parc Heping  (chinois simplifié : 和平公园 ; chinois traditionnel : 和平公園 ; pinyin : Hépíng gōngyuán) est situé à la jonction du district de Yangpu et du district de Hongkou de Shanghai en Chine. Il a été achevé en 1958. C'est un parc dans le style des jardins chinois. Il couvre une superficie de 1 km2 (264 acres), dont 0,2 km2 (50 acres) de surface d'eau. L'entrée est actuellement gratuite pour les visiteurs. 

## Historique
Lors de l'incident du 13 août, qui a éclaté en 1937, l'emplacement du parc a été attaqué par les troupes japonaises.  
En 1938, cette zone a été utilisée comme terrain militaire par l'armée japonaise. Ce lieu abritait six abris anti-aériens en béton armé qui servaient de dépôts de munitions, avec autour des fortifications.  
En 1957, une partie du terrain a été utilisée comme décharge.  
En 1958, le parc Tilan (提篮公园) a été construit ici, et le terrain a été acquis par le gouvernement.  
Le parc a été ouvert au public le 22 avril 1959. Il a été rebaptisé Heping Park le 1er octobre 1959.

## Points d'intérêt du parc

### Delphinarium
Le Delphinarium du parc Heping a ouvert en 1996. C'était le premier lieu alliant des spectacles de dauphins à Shanghai. Il a été construit et exploité par une société taïwanaise. Après avoir contracté d'énormes dettes, l'entreprise a fait faillite. Après négociations, le parc Heping  a obtenu les droits de propriété des immeubles du delphinarium pour 2 millions de yuans. Le nouveau delphinarium du parc Heping a été nommé Blue Ocean Broadway (蓝海百老汇). Il avait une superficie totale de 8 500 m2 .  
Finalement, il a été démoli lors de la rénovation en 2007. 

### Île aux animaux
L'île aux animaux a été conservée lors de la rénovation en septembre 2007. Les animaux qui étaient à l'origine en captivité sont maintenant en liberté sur l'île. Celle-ci est ouverte a la visite depuis la fête du Printemps de 2008. L'ensemble de l'île aux animaux couvre une superficie d'environ 10 acres.Des ponts à l'est et à l'ouest permettent aux visiteurs d'accéder à l'île aux animaux. La zone d'exposition des animaux compte plus de 60 espèces d'animaux tels que des lions, des tigres, des ours et des léopards, ainsi que « Niaoyu Lin » (« 鸟语林 »).

### Groupe de sculpture
Dans le parc, il y a plus d'une dizaine de sculptures sur les thèmes de « l'éloge de la vie » (生命礼赞) et de « la société harmonieuse » (和谐社会), et des sculptures du « jardin thématique de la culture harmonieuse de la population » (和谐人口文化主题园). 

## Transports
Adresse: n° 1131 Dalian Road (大连路1121号).
Le parc est accessible en prenant :
- la ligne 8 ou la ligne 10 du métro de Shanghai jusqu'à la station Heping Road (和平路), au nord du parc ;
- les bus numéro 70, 79, 325, 746, 853, 962, station Heping Park (和平公园) ;
- les bus numéro 1219, 14, 103.